# Пассейик (Нью-Джерси)
Пассейик (англ.  Passaic) — город в округе Пассейик в штате Нью-Джерси США.

## Описание
Находится в северо-восточном Нью-Джерси, на реке Пассейик, в 9 милях (14 км) к северу от Ньюарка. Он был основан голландцами в 1678 году как пункт торговли пушниной. В 1685 году Хартман Михильсон купил это место, тогда называвшееся Акваканонк, у индейцев-делаваров. В 1854 году он был переименован в честь реки Пассейик. Во время Американской революции его заняли войска генерала Джорджа Вашингтона, а после их отступления там разместился британский генерал лорд Корнуоллис. Пассейик процветал как речной порт до завершения строительства канала Морриса между Ньюарком и Филлипсбургом (1831 г.), а строительство железной дороги еще больше сократило речную торговлю. Со строительством плотины (ок. 1850 г.) Пассейик стал текстильным центром. Промышленный рост привёл к росту населения — с 6532 человек в 1880 году до 54 773 человек в 1910 году. Этот рост произошёл в том числе за счет большого числа иммигрантов из Восточной Европы, особенно венгров, словаков и поляков.
Когда-то ведущий производитель шерсти, последняя фабрика Пассейика прекратила работу около 1955 года. Город был ареной серьёзных трудовых столкновений, в частности, бунта строительных рабочих (1906 г.) и забастовок текстильщиков (1926 г.), которые были вызваны сокращением заработной платы и правом на свободу собраний. Всё ещё промышленный город, его основные продукты теперь включают резиновые изделия, пластмассы, домашнюю мебель, химикаты, изделия из кожи, текстильное оборудование и одежду. Актер Пол Радд родился в городе в 1969 году. Инкорпорирован в 1873 году. Население в 2000 году — 67 861 жителей, в 2010 году — 69 781 жителей.

## Население
| 2010[…] | 2020    |
| ------- | ------- |
| 69 781  | ↗70 537 |